# لانیوپوکو (هاوایی)
لانیوپوکو (به انگلیسی: Launiupoko) یک منطقهٔ مسکونی در ایالات متحده آمریکا است که در شهرستان ماویی، هاوایی واقع شده‌است. لانیوپوکو ۵۸۸ نفر جمعیت دارد و ۱۵۹٫۱۱ متر بالاتر از سطح دریا واقع شده‌است.